# Crespiatica
Crespiatica – miejscowość i gmina we Włoszech, w regionie Lombardia, w prowincji Lodi.
Według danych na rok 2004 gminę zamieszkiwały 1563 osoby, 223,3 os./km².